# René Bonino
René Bonino   (Bèusoleu, 14 de gener de 1930 - Autun, 17 d'agost de 2016) va ser un atleta francès, especialista en curses de velocitat, que va competir durant la dècada de 1950.
Durant la seva carrera va prendre part en dues edicions dels Jocs Olímpics d'Estiu. El 1952, a Hèlsinki, va disputar dues proves del programa d'atletisme. Destaca una cinquena posició en els 4x100 metres relleus, mentre en els 100 metres quedà eliminat en sèries. Quatre anys més tard, als Jocs de Melbourne, quedà eliminat en sèries de les dues proves que disputà.
En el seu palmarès destaca una medalla de plata en la prova dels 100 metres del Campionat d'Europa d'atletisme de 1954, rere Heinz Fütterer. Es proclamà campió francès dels 100 metres el 1951, 1952 i 1954. El 24 d'agost de 1952, a Colombes, va establir el rècord francès dels 100 metres amb un temps de 10.5 segons. Va millorar dues vegades el rècord nacional del 4x100 metres.

## Millors marques
- 100 metres. 10.5" (1952)[2][6]